# 黃喉鑷麗魚
黃喉鑷麗魚（学名：Labidochromis flavigulis）為輻鰭魚綱鱸形目隆頭魚亞目慈鯛科的其中一種，被IUCN列為易危保育類動物，分布於非洲馬拉威湖Likoma及Chisumulu島流域，體長可達6.8公分，棲息在岩石底質水域，生活習性不明，可做為觀賞魚。

## 擴展閱讀
維基物種上的相關：黃喉鑷麗魚